# Ricardo Watty Urquidi
Ricardo Watty Urquidi MSpS (ur. 16 lipca 1938 w San Diego, zm. 1 listopada 2011) – meksykański duchowny katolicki, biskup Tepic w latach 2008-2011.

## Życiorys
Święcenia kapłańskie przyjął 8 czerwca 1968 w zgromadzeniu Misjonarzy Ducha Świętego. Był m.in. wykładowcą niższego seminarium zakonnego w Quetzaltenango, przełożonym wspólnoty w stolicy Meksyku, zastępcą przełożonego meksykańskiego wikariatu zakonnego oraz rektorem teologicznej części zakonnego seminarium.
27 maja 1980 papież Jan Paweł II mianował go biskupem pomocniczym archidiecezji meksykańskiej ze stolicą tytularną Macomades. Sakry biskupiej udzielił mu 19 lipca 1980 ówczesny metropolita Meksyku, kard. Ernesto Corripio y Ahumada.
6 listopada 1999 został mianowany biskupem nowo utworzonej diecezji Nuevo Laredo, zaś 21 lutego 2008 otrzymał nominację na ordynariusza Tepic (urząd objął 11 kwietnia 2008).
Zmarł 1 listopada 2011.